# Kerkpad Noordzijde 35
Het herenhuis Kerkpad NZ 35, is een gemeentelijk monument in Soest in de provincie Utrecht.
Op een oude kadasterkaart staat aangegeven dat het perceel in 1828 al bebouwd. Restanten van de oude kelder bevinden zich in het souterrain. In 1975 werd de serre aan de linkerzijde vergroot. De inrit vanaf de Lange Brinkweggebouwdde loopt langs het voormalige Koetshuis Lange Brinkweg 18. De huidige woning Kerkpad NZ 20 was de bijbehorende tuinmanswoning.
Het herenhuis heeft een bel-etage, een souterrain en een zolder. Op het voorste nokeinde staat een klokkenruiter. De toegangsdeur met stenen trap bevindt zich in het midden van de witgepleisterde symmetrische voorgevel. In de centrale hal van de bel-etage zijn schilderingen van imitatiemarmer aangebracht met bloemmotieven en putti.